# مانويلا ماتشادو
مانويلا ماتشادو (بالبرتغالية: Manuela Machado‏) هي عداءة مراثونية برتغالية، ولدت في 9 أغسطس 1963 في فيانا دو كاستيلو في البرتغال.

## وصلات خارجية
- مانويلا ماتشادو على موقع الاتحاد الدولي لألعاب القوى (الإنجليزية)
- مانويلا ماتشادو على موقع الاتحاد الأوروبي لألعاب القوى (الإنجليزية)
- مانويلا ماتشادو على موقع رابطة إحصائيات سباق الطريق (الإنجليزية)
- مانويلا ماتشادو على موقع اللجنة الأولمبية الدولية (الإنجليزية)
- مانويلا ماتشادو على موقع أوليمبيديا (الإنجليزية)